# Elitserien i handboll för damer 2005/2006
Elitserien i handboll för damer 2005/2006 spelades 15 september 2005-18 mars 2006 och vanns av Skövde HF. IK Sävehof vann dock det svenska mästerskapet efter slutspel.

## Sluttabell[1]
| Nr | Lag                   | Matcher | Vinst | Oavgjort | Förlust | +/-     | Poäng |
| -- | --------------------- | ------- | ----- | -------- | ------- | ------- | ----- |
| 1  | Skövde HF             | 22      | 20    | 0        | 2       | 660-436 | 40    |
| 2  | IK Sävehof            | 22      | 17    | 1        | 4       | 599-442 | 35    |
| 3  | Spårvägens HF         | 22      | 15    | 1        | 6       | 586-498 | 31    |
| 4  | Önnereds HK           | 22      | 13    | 4        | 5       | 557-523 | 30    |
| 5  | Team Eslövs IK        | 22      | 12    | 4        | 6       | 609-529 | 28    |
| 6  | Irsta Västerås        | 22      | 11    | 4        | 7       | 577-521 | 26    |
| 7  | Skuru IK              | 22      | 11    | 2        | 9       | 553-530 | 24    |
| 8  | Skånela IF            | 22      | 8     | 2        | 12      | 605-570 | 18    |
| 9  | Stockholmspolisens IF | 22      | 7     | 0        | 15      | 445-549 | 14    |
| 10 | Kungälvs HK           | 22      | 5     | 3        | 14      | 507-609 | 13    |
| 11 | Eskilstuna DE         | 22      | 1     | 1        | 20      | 379-646 | 3     |
| 12 | IF Hallby             | 22      | 1     | 0        | 21      | 478-702 | 2     |

## Slutspel om svenska mästerskapet

### Kvartsfinaler: bäst av tre
- 25 mars 2006: Team Eslövs IK-Spårvägens HF 22-26
- 25 mars 2006: Skånela IF-IK Sävehof 26-27 efter förlängning
- 26 mars 2006: Skuru IK-Önnereds HK 24-22
- 26 mars 2006: Irsta Västerås-Skövde HF 23-21

- 29 mars 2006: Skövde HF-Irsta Västerås 18-17
- 29 mars 2006: Spårvägens HF-Team Eslövs IK 24-19 (Spårvägens HF vidare med 2-0 i matcher)
- 29 mars 2006: Önnereds HK-Skuru IK 22-24 (Önnereds HK vidare med 2-0 i matcher)
- 30 mars 2006: IK Sävehof-Skånela IF 29-22 (IK Sävehof vidare med 2-0 i matcher)

- 1 april 2006: Skövde HF-Irsta Västerås 34-23 (Skövde HF vidare med 2-1 i matcher)

### Semifinaler: bäst av fem
- 10 april 2006: IK Sävehof-Spårvägens HF 23-21
- 12 april 2006: Skövde HF-Skuru IK 27-25 efter förlängning

- 19 april 2006: Spårvägens HF-IK Sävehof 20-26
- 20 april 2006: Skuru IK-Skövde HF 22-16

- 22 april 2006: Skövde HF-Skuru IK 32-16
- 23 april 2006: IK Sävehof-Spårvägens HF 26-15 (IK Sävehof vidare med 3-0 i matcher)

- 26 april 2006: Skuru IK-Skövde HF (Skövde HF vidare med 3-1 i matcher)

### Final
- 6 maj 2006: Skövde HF-IK Sävehof 21-22 (Scandinavium)

IK Sävehof svenska mästarinnor säsongen 2005/2006.

## Skytteligan
- Charlotte Brandt, Kungälvs HK - 22 matcher, 139 mål[2]

### Fotnoter
1. ↑   Handbollboken 2006/07. 2006. sid. 193
2. ↑  ”Skyttedrottningar 1984–2012”. Svenska Handbollsförbundet. 2011 – 2012. Arkiverad från originalet den 21 april 2013. https://web.archive.org/web/20130421230635/http://www.svenskhandboll.se/ImageVaultFiles/id_2945/cf_31/Elit_Damer_Skyttedrottningar.PDF. Läst 29 juni 2014.